# Carboxyméthylcellulose
Pour les articles homonymes, voir CMC.
La carboxyméthylcellulose ou CMC (aussi appelée carmellose) est un gel d'origine synthétique. C'est un éther de cellulose très hygroscopique. Elle est souvent utilisée sous la forme de son sel de sodium, la carboxyméthylcellulose de sodium.
Indiquée contre la sécheresse oculaire, elle est utilisée dans la composition de larmes de substitution, comme additif alimentaire (émulsifiant texturant E466, par exemple dans certains beurres alimentaires) ou encore comme agent antiredéposition.
La CMC est utilisée comme résine d'échange de cation en chromatographie à échange d'ions pour la purification des protéines.
Cet additif présent dans de nombreuses préparations agroindustrielles est pointé du doigt. En effet, près de 20 millions de personnes dans le monde souffrent d'inflammations intestinales chroniques comme la maladie de Crohn ou la rectocolite hémorragique. Les facteurs génétiques ne suffisent pas à expliquer ces troubles et des causes environnementales sont suspectées. Une équipe de l'INSERM a mis en évidence qu'une consommation régulière de CMC, ainsi que d'autres agents émulsifiants, altère la composition du microbiote intestinal induisant des changements dans le métabolome fécal. On relève chez certaines personnes un empiètement accru du microbiote intestinal dans la couche de mucus interne (normalement stérile), ce qui caractérise l'inflammation intestinale,.